# Kinoaolaj
A kinoaolaj egy növényi olaj, amit a kinoa (Chenopodium quinoa) csírájából hideg sajtolással vonnak ki. A kinoa az Andokban őshonos, ahol már Kr. e. 3000-ben termesztették. A kinoa önmagában nagy érdeklődést keltett a fehérjeforrásként, de a belőle származó olaj önmagában is érdekes. A kinoaolaj a kukoricaolajhoz hasonlít leginkább, esszenciális zsírsavakban gazdag: főleg linolsav, kisebb mennyiségben linolénsav található benne. A kukoricaolajnál több esszenciális zsírsavat tartalmaz. A kinoából több olaj nyerhető ki, mint más gabonamagvakból: például a kinoából átlagosan 5,8 (2-9 tömegszázalék közötti) míg a kukoricából 3-4 tömegszázaléknyi olajmennyiség.
A legtöbb telítetlen zsírsavtartalmú olaj nagymértékben elromlik, de a kuinoa- és a kukoricaolaj mind nagy mennyiségben tartalmaz természetes antioxidánsokat, különösen tokoferol izomereket, amiktől stabilabbak és kevésbé hajlamosak az avasodásra, így hosszabb ideig tárolhatók.

## Felhasználása
A kinoa az E-vitamin természetes forrása, ezért számos öregedésgátló bőr- és hajápolási termékekben is alkalmazzák. A kinoaolajat számos receptben használják különféle étolajok helyettesítésére (például: főzéshez, sütéshez és salátaöntetekben). Az olajban jelenlévő telített zsírsavak magas szintje miatt ideális a főzéshez. A kinoaolajat ekcémakezelésre is felhasználják.

## Fordítás
Ez a szócikk részben vagy egészben  a   Quinoa oil című angol Wikipédia-szócikk ezen változatának fordításán alapul.  Az eredeti cikk szerkesztőit annak laptörténete sorolja fel. Ez a jelzés csupán a megfogalmazás eredetét és a szerzői jogokat jelzi, nem szolgál a cikkben szereplő információk forrásmegjelöléseként.